# Gustav Svensson
Gustav Johan Svensson (ur. 9 lutego 1987 w Göteborgu) – szwedzki piłkarz grający na pozycji defensywnego pomocnika.

## Kariera klubowa
Karierę piłkarską Svensson rozpoczął amatorskich klubach Azalea BK i ES Le Cannet-Rocheville. W 2001 roku podjął treningi w IFK Göteborg. W 2006 roku awansował do kadry pierwszej drużyny IFK. 2 maja 2006 zadebiutował w pierwszej lidze szwedzkiej w wygranych przez IFK 2:1 derbach Göteborga z GAIS. 28 sierpnia 2006 w meczu z Elfsborgiem (1:1) strzelił swojego pierwszego gola w rozgrywkach ligowych. W 2007 roku stał się podstawowym zawodnikiem IFK, w którym grał do połowy 2010 roku. Wraz z IFK wywalczył mistrzostwo Szwecji (2007), wicemistrzostwo (2009) i zdobył Puchar Szwecji (2008) oraz Superpuchar (2008).
W 2010 roku Svensson zmienił klub i został zawodnikiem Bursasporu, ówczesnego mistrza Turcji. Zadebiutował w nim 20 września 2010 w zwycięskim 3:0 wyjazdowym meczu z Gaziantepsporem. Jesienią 2010 wystąpił z Bursasporem w fazie grupowej Ligi Mistrzów.
11 lipca 2012 podpisał 3-letni kontrakt z Tawriją Symferopol. W 2014 roku wrócił do IFK.
W 2016 roku Svensson został piłkarzem chińskiego klubu Guangzhou R&F FC. Zadebiutował w nim 4 marca 2016 w przegranym 1:2 domowym meczu z Hebei China Fortune.
| Sezon   | Klub                | Kraj              | Rozgrywki    | Mecze | Bramki |
| ------- | ------------------- | ----------------- | ------------ | ----- | ------ |
| 2006    | IFK Göteborg        | Szwecja           | Allsvenskan  | 5     | 1      |
| 2007    | IFK Göteborg        | Szwecja           | Allsvenskan  | 22    | 1      |
| 2008    | IFK Göteborg        | Szwecja           | Allsvenskan  | 27    | 3      |
| 2009    | IFK Göteborg        | Szwecja           | Allsvenskan  | 29    | 2      |
| 2010    | IFK Göteborg        | Szwecja           | Allsvenskan  | 18    | 1      |
| 2010/11 | Bursaspor           | Turcja            | Süper Lig    | 16    | 0      |
| 2011/12 | Bursaspor           | Turcja            | Süper Lig    | 12    | 0      |
| 2012/13 | Tawrija Symferopol  | Ukraina           | Premier Liha | 11    | 0      |
| 2013/14 | Tawrija Symferopol  | Ukraina           | Premier Liha | 10    | 0      |
| 2014    | IFK Göteborg        | Szwecja           | Allsvenskan  | 24    | 0      |
| 2015    | IFK Göteborg        | Szwecja           | Allsvenskan  | 28    | 1      |
| 2016    | Guangzhou R&F FC    | Chiny             | Super League | 33    | 0      |
| 2017    | Seattle Sounders FC | Stany Zjednoczone | MLS          | 37    | 2      |

## Kariera reprezentacyjna
W reprezentacji Szwecji Svensson zadebiutował 28 stycznia 2009 roku w wygranym 1:0 towarzyskim meczu z Meksykiem. Występował także w reprezentacji Szwecji U-21. W 2009 roku wystąpił z nią na Mistrzostwach Europy U-21, na których Szwecja zajęła 3.-4. miejsce.
| Mecze i gole w reprezentacji | Mecze i gole w reprezentacji | Mecze i gole w reprezentacji | Mecze i gole w reprezentacji | Mecze i gole w reprezentacji | Mecze i gole w reprezentacji | Mecze i gole w reprezentacji |
| #                            | Data                         | Stadion                      | Rywal                        | Wynik                        | Gol                          | Rozgrywki                    |
| 2009                         | 2009                         | 2009                         | 2009                         | 2009                         | 2009                         | 2009                         |
| ---------------------------- | ---------------------------- | ---------------------------- | ---------------------------- | ---------------------------- | ---------------------------- | ---------------------------- |
| 1.                           | 28.01.2009                   | Oakland, Stany Zjednoczone   | Meksyk                       | 1:0                          | 0                            | towarzyski                   |
| 2.                           | 18.11.2009                   | Cesena, Włochy               | Włochy                       | 0:1                          | 0                            | towarzyski                   |